# Cudworth, South Yorkshire
Cudworth är en ort i distriktet Barnsley, Storbritannien. Den ligger i grevskapet South Yorkshire och riksdelen England, i den centrala delen av landet, 240 km norr om huvudstaden London. Cudworth ligger 68 meter över havet och antalet invånare är 11 903.
Terrängen runt Cudworth är platt, och sluttar österut. Runt Cudworth är det tätbefolkat, med 659 invånare per kvadratkilometer. Närmaste större samhälle är Barnsley, 5,0 km sydväst om Cudworth. Trakten runt Cudworth består till största delen av jordbruksmark.